# Cicinho (futbolista nacido en 1988)
Neuciano de Jesus Gusmão (Belém, 26 de diciembre de 1988), más conocido como Cicinho, es un futbolista brasileño, nacionalizado búlgaro, que juega en la demarcación de defensa para el E. C. Noroeste del Campeonato Paulista.

## Selección nacional
Hizo su debut con la selección de fútbol de Bulgaria el 6 de septiembre de 2020 en un encuentro de la Liga de las Naciones de la UEFA contra Gales que finalizó con un resultado de 1-0 a favor del combinado galés tras el gol de Neco Williams.

## Clubes
| Club                           | País     | Año       | Partidos | Goles |
| ------------------------------ | -------- | --------- | -------- | ----- |
| Clube do Remo                  | Brasil   | 2007-2008 | 23       | 1     |
| E. C. Juventude                | Brasil   | 2009      | 18       | 1     |
| Brasiliense F. C.              | Brasil   | 2010-2011 | 74       | 2     |
| A. A. Ponte Preta              | Brasil   | 2012-2013 | 75       | 6     |
| Santos F. C.                   | Brasil   | 2013-2015 | 100      | 4     |
| P. F. C. Ludogorets Razgrad II | Bulgaria | 2015      | 2        | 0     |
| P. F. C. Ludogorets Razgrad    | Bulgaria | 2015-2023 | 245      | 6     |
| E. C. Bahia                    | Brasil   | 2023-2024 | 44       | 0     |
| E. C. Noroeste                 | Brasil   | 2025-     | 7        | 0     |

## Palmarés

### Títulos regionales
| Título                 | Club              | Región           | Año  |
| ---------------------- | ----------------- | ---------------- | ---- |
| Campeonato Paraense    | Clube do Remo     | Pará             | 2007 |
| Campeonato Paraense    | Clube do Remo     | Pará             | 2008 |
| Campeonato Brasiliense | Brasiliense F. C. | Distrito Federal | 2011 |
| Campeonato Paulista    | Santos F. C.      | São Paulo        | 2015 |

### Títulos nacionales
| Título                   | Club                        | País     | Año     |
| ------------------------ | --------------------------- | -------- | ------- |
| Primera Liga de Bulgaria | P. F. C. Ludogorets Razgrad | Bulgaria | 2015-16 |
| Primera Liga de Bulgaria | P. F. C. Ludogorets Razgrad | Bulgaria | 2016-17 |
| Primera Liga de Bulgaria | P. F. C. Ludogorets Razgrad | Bulgaria | 2017-18 |
| Supercopa de Bulgaria    | P. F. C. Ludogorets Razgrad | Bulgaria | 2018    |
| Primera Liga de Bulgaria | P. F. C. Ludogorets Razgrad | Bulgaria | 2018-19 |
| Supercopa de Bulgaria    | P. F. C. Ludogorets Razgrad | Bulgaria | 2019    |
| Primera Liga de Bulgaria | P. F. C. Ludogorets Razgrad | Bulgaria | 2019-20 |
| Primera Liga de Bulgaria | P. F. C. Ludogorets Razgrad | Bulgaria | 2020-21 |
| Supercopa de Bulgaria    | P. F. C. Ludogorets Razgrad | Bulgaria | 2021    |
| Primera Liga de Bulgaria | P. F. C. Ludogorets Razgrad | Bulgaria | 2021-22 |
| Supercopa de Bulgaria    | P. F. C. Ludogorets Razgrad | Bulgaria | 2022    |